# Crookesite
La crookesite è un minerale del selenio, di provenienza scandinava.